# Sabien Lilaj
Sabien Lilaj (* 10. Februar 1989 in Maliq) ist ein albanischer ehemaliger Fußballnationalspieler.

## Karriere

### Verein
Lilaj wurde in der Jugend des KF Tirana ausgebildet und stieg dort 2008 von der U-19-Mannschaft in die erste Mannschaft auf. 2011 wechselte er zu Lokomotiva Zagreb nach Kroatien. Nach einem eher erfolglosen Aufenthalt mit nur 15 Ligaeinsätzen, von denen er bloß vier Spiele über 90 Minuten machte, kehrte er 2012 nach Albanien zurück und schloss sich dem KF Skënderbeu Korça an. Dort hatte er seine bislang erfolgreichste Zeit. Er stieg zum Stammspieler auf und wurde mit der Mannschaft zwischen 2013 und 2016 vier Mal in Folge albanischer Meister. Zudem spielte er mit dem Verein 2015 und 2017 in der UEFA Europa League. Skënderbeu war 2015 die erste albanische Mannschaft in der Europa League und Lilaj mit seinen ersten beiden Toren in der beim 3:0-Sieg gegen Sporting Lissabon am 5. November 2015 der erste albanische Doppeltorschütze in der Europa League. Unter anderem aufgrund dieser Leistung wurde Lilaj 2015 zum ersten Mal zu Albaniens Fußballer des Jahres gewählt, 2018 ein zweites Mal. Im Juli 2016 wurde Lilaj an den FK Kukësi ausgeliehen. Dort absolvierte er jedoch nur zwei Europa-League-Spiele und die Leihe wurde noch im selben Monat wieder beendet. Die Saison 2018/19 spielte Lilaj beim aserbaidschanischen Erstligisten FK Qəbələ. Ein Jahr später schloss er sich dann Erstliga-Aufsteiger Sektzia Ness Ziona in Israel an und seit 2020 steht er nun beim FC Prishtina unter Vertrag.

### Nationalmannschaft
Lilaj spielte von 2009 bis 2010 für die albanische U-21-Nationalmannschaft. Am 7. Oktober 2011 debütierte er für die albanische A-Nationalmannschaft, als er bei der 0:3-Niederlage im EM-Qualifikationsspiel gegen Frankreich in der 81. Spielminute für Gilman Lika eingewechselt wurde. Bei der erstmaligen Teilnahme einer albanischen Fußballnationalmannschaft an einer Fußballeuropameisterschaft bei der EM 2016 schaffte es Lilaj nicht in den albanischen Kader. Danach kam er noch einige Male in Freundschaftsspielen und in der Nations League zum Einsatz. Nach seinem 18. Länderspieleinsatz gegen Wales am 20. November 2018 wurde er nicht mehr für die albanische Nationalmannschaft nominiert.

## Erfolge
- Albanischer Meister: 2009, 2013, 2014, 2015, 2016, 2018
- Albanischer Pokalsieger: 2011, 2018
- Kosovarischer Meister: 2021